# Apikaldominanz

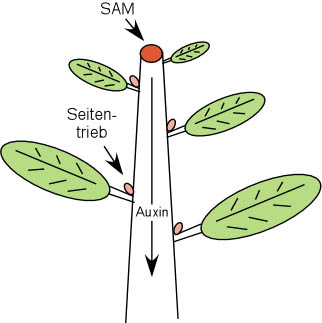
Schematische Darstellung der Apikaldominanz. Durch Wirkung der primären Sprossspitze (rot) wird die Entwicklung der sekundären Seitentriebe (rosa) unterdrückt. Dies erfolgt durch den Transport von Auxin von der Sprossspitze aus in Richtung Wurzel.

Unter Apikaldominanz wird die Unterdrückung des Wachstums von Seitentrieben durch den Haupttrieb bei Pflanzen verstanden. Sie ist besonders bei Pflanzen ausgeprägt, die im Schatten anderer Pflanzen wachsen und eine Schattenflucht aufweisen.
Der primäre Spross der Pflanzen wird zunächst durch die Aktivität des primären Sprossapikalmeristems (SAM) gebildet. Seitentriebe, auch sekundäre Achsen genannt, gehen aus sekundär angelegten Meristemen in den Achseln der Laubblätter hervor. Nach der Anlage dieser sekundären Meristeme wird deren Auswachsen zu Seitentrieben allerdings häufig durch die primäre Sprossspitze unterdrückt. Dies wird besonders dann deutlich, wenn die primäre Sprossspitze manuell entfernt wird. Unmittelbar nach der Entfernung durchbrechen die Seitentriebe ihre Dormanz und beginnen mit dem Wachstum. 
Dieser Effekt über zum Teil größere Entfernung innerhalb der Pflanze wird durch das Pflanzenhormon Auxin vermittelt. Auxin wird in der Sprossspitze produziert und den Pflanzenkörper abwärts transportiert. Dies unterdrückt im unteren Teil der Pflanze die Seitentriebentwicklung. Nach der Entfernung der primären Sprossspitze entfällt die Auxinquelle und Seitentriebe beginnen auszuwachsen. Wird anstelle der entfernten Sprossspitze ein mit Auxin versetzter Agarblock gesetzt, unterbleibt das Auswachsen der Seitentriebe. Umgekehrt beginnt ein Trieb zu wachsen, wenn direkt darüber das Kambium und damit die Zuleitung des Auxins z. B. durch einen halbmondförmigen Schnitt unterbrochen wird.